# Envenenamento da família Alves em Goiânia
O envenenamento da família Alves em Goiânia refere-se aos assassinatos de Luzia Tereza Alves, de 86 anos, e de Leonardo Pereira Alves de 58 anos, em Goiânia no dia 17 de dezembro de 2023.
Leonardo Pereira Alves e Luzia Tereza Alves, ambos mãe e filho, foram mortos pela advogada Amanda Partata através do ingerimento de bolos de pote que estavam envenenados. Amanda era ex-namorada do filho de Leonardo e não aceitava a separação. O caso ganhou repercussão nacional.

## Cronologia do Crime[4][5]
Na manhã do dia 17 de dezembro de 2023, horas antes do crime, a advogada Amanda Partata, de 31 anos, comprou alguns alimentos para o café da manhã. Entre os itens, estavam os bolos de pote que seriam usados para o assassinato das vítimas. Ela voltou com os produtos para um hotel em que estava hospedada e depois foi para a casa da família de seu ex-namorado.
Por volta de 9h da manhã daquele dia, Amanda chegou à casa da família de seu ex-namorado com as compras. Na ocasião, ela foi recebida com um abraço pelo seu ex-sogro e uma das vítimas, Leonardo Pereira Alves, de 58 anos.  
Amanda tomou o café da manhã com Leonardo, a mãe dele, Luzia Tereza Alves, de 86 anos, e o marido desta, João Alves, de 82 anos.  Também estava na casa o irmão de Leonardo, Agostinho Alberto Alves. Amanda chegou a oferecer os bolos envenenados para João e Agostinho, que recusaram. João não comeu os bolos por ser diabético e Agostinho recusou porque ficaria sem fome para o almoço.  
Por volta de 10h18 da manhã, Leonardo e a mãe começaram a apresentar os primeiros sinais do envenenamento, cerca de 1h após comerem os bolos. Com diarreia e vômitos, foram levados pela família para um hospital em Goiânia. Como não sabiam do envenenamento, pensaram inicialmente que Leonardo e Luzia teriam comido algum alimento estragado ou intoxicado. 
Enquanto ainda passava mal, Leonardo mandou um áudio preocupado com Amanda:

"Estou vomitando. (...) Estou achando que é aqueles doces. Então, cuidado que você pode passar mal."
Os quadros de saúde de ambos evoluíram gravemente e mãe e filho morreram. Leonardo morreu ainda na noite do dia 17 e Luzia nas primeiras horas do dia 18 de dezembro.
Na manhã seguinte às mortes, Amanda apareceu de surpresa na casa das vítimas enquanto a polícia fazia a perícia na residência e coletava o que restou do café da manhã. Amanda foi levada para a delegacia para prestar esclarecimentos, já que foi ela que havia trazido os alimentos para a família. Na delegacia, ela contou que foi a uma loja, comprou os alimentos, voltou para o hotel e depois foi para a casa da família através do aplicativo Uber. O delegado então pediu para ver o celular da mulher pois queria olhar, no aplicativo, o horário em que as viagens de carro ocorreram, mas Amanda bloqueou o aparelho, se recusou a mostrá-lo e disse que só iria continuar a falar na presença de um advogado, o que gerou uma primeira suspeita em relação à ela. A partir daí, Amanda Partata passou a ser investigada pela Polícia Civil como a principal suspeita do ocorrido.

## Investigações
A suspeita inicialmente era de que Leonardo e Luzia tivessem morrido por intoxicação alimentar após comerem produtos de uma doceria de Goiânia. A doceria foi investigada pela polícia e retirou todos os produtos do mesmo lote de circulação. Após cerca de dois dias de investigação, a polícia afirmou que a doceria não tinha qualquer envolvimento com as mortes.
Maria de Paula Alves, filha de Leonardo e neta de Luzia, relatou que Leonardo não tinha problemas de saúde e acordou bem no dia em que ingeriu o alimento:

"Entre o primeiro sintoma até seu último suspiro não teve nem 12 horas."
"ele acordou, comeu um alimento comprado em um estabelecimento famoso e bem credificado, mas acabou passando mal. Vomitou sem parar, por horas, buscou atendimento médico e, quando eu soube da situação, já havia ocorrido uma série de complicações que acabaram levando a óbito."
Leonardo era integrante da DEIH - Delegacia Estadual de Investigação de Homicídios. Ele atuava como assistente de gestão administrativa na Delegacia Estadual de Repressão a Furtos e Roubos de Veículos Automotores (DERFRVA).
No dia 20/12/2023, Amanda Partata foi presa temporariamente sob suspeita de participação nas mortes. Na ocasião, ela estava internada em uma clínica psiquiátrica e teria tentado suicídio. A defesa de Amanda entrou com um pedido de liberdade, que foi negado pela justiça. Em janeiro de 2024, a justiça converteu a prisão temporária de Amanda em preventiva.
Amanda namorava o filho de uma das vítimas, o médico Leonardo Pereira Alves Filho. 
- Em depoimento, o médico relatou a polícia que namorou Amanda por cerca de um mês e meio e findou o namoro com ela no dia 11 de agosto. Na ocasião, ele recebeu uma mensagem da ex-namorada com uma foto de um teste de gravidez em que confirmava que ela supostamente estava grávida. Por causa da suposta gravidez, Amanda continuou a manter contato com Leonardo Filho e sua família e a frequentar a casa deles, embora não tivesse mais um namoro com o médico. Mas, segundo as investigações, o teste de gravidez era falso.
- Em seguida, o médico passou a receber ameaças de morte, mas a princípio não sabia de quem era porque as ameaças eram feitas através de mensagens de diferentes perfis falsos nas redes sociais e em números de telefone diversos. Ele bloqueou muitos desses números e perfis, mas as ameaças não pararam, então Leonardo Filho procurou ajuda da polícia. Entre setembro e outubro de 2023, uma investigação da polícia descobriu que os números e perfis que ameaçavam Leonardo Filho eram de Amanda. Ele, porém, não relatou nada a família, pois queria preservar o vínculo que seus familiares teriam com a suposta criança que Amanda estaria esperando.[16]
- Leonardo Filho chegou a marcar um encontro com Amanda para janeiro de 2024, no qual pretendia conversar com ela sobre as ameaças. Antes disso, porém, ocorreram os assassinatos.[16]
- No dia 08 de dezembro, o médico recebeu uma mensagem de Amanda com mais uma suposta ameaça:

"Você tem mais medo de morrer que de perder quem você ama?."
- Em outra mensagem, Amanda disse[17]:

"Depois não adianta chorar em cima do sangue deles."

Segundo as investigações da polícia, Amanda Partata teria comprado o veneno que usaria para matar o ex-sogro e sua mãe. A nota fiscal que foi localizada é uma das principais provas da compra. Amanda, segundo as investigações, não aceitava o fim do namoro com Leonardo Filho, se sentia rejeitada por ele e teria planejado matar a família dele para causar dor no ex-namorado. Ela também teria mentido sobre estar grávida, a fim de usar a gravidez para ficar mais perto da família. Amanda chegou a organizar uma festa, um chá revelação falso, no qual revelou para a família que estaria grávida de uma menina, mas não era verdade. Três dias antes das mortes, ela enviou para o ex-namorado uma imagem do que seria o seu bebê num ultrassom, com 23 semanas de gestação, mas essa imagem também era falsa. No dia 28 de dezembro de 2023, a polícia fez uma busca na casa da advogada e encontrou dois testes de gravidez dela, um de agosto e outro de dezembro de 2023, ambos negativos. Esses exames estão entre as principais provas de que ela não estava grávida e falsificou o resultado. Ao consultar o histórico de buscas de Amanda na internet, a polícia descobriu que ela procurava na internet imagens de sangramento, indicando que Amanda pretendia simular que havia sofrido um aborto. Dias antes das mortes, ela chegou a enviar algumas dessas imagens para a família, dizendo que poderia estar perdendo o bebê. Mas, segundo o que a polícia apurou, quando Amanda enviou essas imagens, ela, por vezes, estava na academia. Amanda também pesquisou na internet sobre um veneno. O mesmo veneno que ela pesquisou foi encontrado nos bolos que ela levou para a família e nos corpos de Leonardo Pereira e Luzia Alves, confirmando que ambos morreram por envenenamento e não por intoxicação alimentar como se pensou inicialmente. Segundo as investigações, Amanda acreditava que o veneno não seria descoberto numa perícia e que, portanto, o crime não seria desvendado.
Amanda morava em Itumbiara e havia chegando a Goiânia no dia 14 e se hospedado em um Hotel da cidade. No dia 16, ela recebeu uma encomenda, que segundo a polícia, seria o veneno que ela usaria para cometer os assassinatos. A encomenda foi entregue primeiro na casa da advogada em Itumbiara e depois foi, a pedido de Amanda, levada até ela no hotel em Goiânia por um motorista de aplicativo. Como exigência do aplicativo, Amanda apresentou uma nota fiscal da encomenda. Graças à isso, a polícia descobriu a nota fiscal que mostra que Amanda comprou o veneno. No entanto, Amanda disse ao motorista que a encomenda era um medicamento. Por isso, o motorista não sabia do veneno.
Na manhã do dia 17 de dezembro de 2023, antes de ir se encontrar com a família, Amanda comprou os alimentos e depois voltou para o hotel em que estava hospedada em Goiânia. Segundo a polícia, foi neste momento que ela teria colocado o veneno nos alimentos. No mesmo dia, ela procurou um hospital, dizendo que também estava passando mal após ter comido o café da manhã. Mas, de acordo com as investigações, ela teria fingido passar mal e só procurou o hospital por volta da meia-noite, após receber a notícia de que Leonardo Pereira havia morrido.
No dia das mortes, foi tirada uma foto de Amanda na casa da família, na qual ela apareceu sentada à mesa com itens do café da manhã. Tal imagem circulou nas redes sociais.
Num primeiro momento, a suspeita era de que o veneno teria sido colocado em um suco servido às vítimas, mas exames no que restou do café da manhã mostraram que o veneno não estava no suco e sim nos bolos de pote.
Depois que o caso veio à tona e Amanda Partata foi presa, outros cinco ex-namorados dela procuraram a polícia, dizendo que ela também forjou falsas gravidez com eles e depois dizia que tinha perdido o bebê. A polícia também descobriu que, apenas um dia após as mortes de Leonardo Pereira e Luzia Alves, Amando marcou um encontro amoroso com um médico, ou seja, ela já estaria começando um namoro com outro homem.
Na internet, a advogada Amanda Partata também se apresentava como Psicóloga, mas não possuía registro profissional ativo. Antes dos assassinatos, ela já era suspeita de outros crimes como falsa venda de ingressos e crimes sexuais contra crianças.
Cerca de quatro meses após as mortes, a justiça decidiu que Amanda Partata deveria passar por um exame de insanidade mental. O exame apontou que Amanda não possuía qualquer doença mental e era plenamente capaz de compreender os atos que praticou.

## Prisão e condenação
Desde o dia 20 de dezembro de 2023, Amanda segue presa. Ela inicialmente ficou na Casa de Prisão Provisória, em Aparecida de Goiânia, depois foi transferida para a Casa do Albergado, também em Goiás. A Advogada chegou a ser suspensa do quadro da Ordem dos Advogados do Brasil.
Em Janeiro de 2024, justiça aceitou a denúncia do Ministério Público de Goiás (MPGO) e na ocasião acatou o pedido de conversão da prisão para preventiva: 

"A fim de garantir a ordem pública e por conveniência da instrução criminal."
Amanda foi indiciada pela Polícia Civil e denunciada pelo Ministério Público pelos crimes de: 
- Homicídio consumado triplamente qualificado (pelo motivo torpe, emprego de veneno e dissimulação) e agravado pela idade contra Luzia Alves, avó do ex-namorado de Amanda.
- Homicídio consumado triplamente qualificado (pelo motivo torpe, emprego de veneno e dissimulação) contra Leonardo Pereira Alves, pai do ex-namorado de Amanda.
- Homicídio tentado duplamente qualificado (pelo motivo torpe e pelo emprego de veneno) praticado contra o tio do ex-namorado de Amanda.
- Homicídio tentado duplamente qualificado (pelo motivo torpe e pelo emprego de veneno) e agravado pela idade da vítima contra o avô do ex-namorado de Amanda.

Amanda irá a júri popular por decisão expedida pelo TJGO em agosto de 2024. A carta descreve ainda que a acusada deve permanecer em Prisão Preventiva, sem a possibilidade de substituição por medidas cautelares.
Segundo o delegado Carlos Alfama, que investiga o caso, Amanda pode ser condenada a mais de 100 anos de prisão.